# Laurentia (molen)
Laurentia is de naam van een achtkante beltmolen aan de Hoberg te Milheeze. Naast de molen staat een tuinmolen.
De molen heeft een witgeschilderde achtkante stenen onderbouw en een houten bovenbouw die met riet gedekt is.
Naar alle waarschijnlijkheid heeft deze molen ooit dienstgedaan als poldermolen te Bleskensgraaf. In 1890 is ze in Milheeze opgericht. Ze heette toen Ludolizawi, wat een samentrekking was van de namen van de vroegere eigenaren. Ter gelegenheid van een restauratie in 1965 kreeg ze de huidige naam.
Verfraaid werd ook het achtkant. Was dat oorspronkelijk met dakleer bedekt, nu kwam er riet voor in de plaats wat mooier oogde maar er in Brabant waarschijnlijk nooit op heeft gezeten.
Op de 4,44 m lange, gietijzeren bovenas met nummer 77 uit 1856 van de firma F.J. Penn en Bauduin te Dordrecht staan onder andere de namen van de poldermeesters gegoten die in Bleskensgraaf de eigenaar van de molen waren. Zo staan aan de penzijde tussen de ruggen van de as de namen H. VAN DER LAAN met daaronder FABRIJK, V. VERSPUIJ met daaronder WAARDSMAN, A. LOCK met daaronder HEEMRAAD en P. TUKKER met daaronder WAARDSMAN. Op de ruggen van de bovenas staan de namen A. KOREVAAR HEEMRAAD, W. VAN HARTEN HEEMRAAD, C. BAAN HEEMRAAD EN J. VAN AKEN POLDERSCHOUT.
Het gevlucht is Oud-Hollands opgehekt. De gelaste ijzeren roeden uit 1992 zijn van de firma Derckx. De buitenroe is 27,30 m lang en heeft het roenummer 706, de binnenroe is 26,80 m lang met nummer 724. Waar tot 1992 potroede (geklonken roeden) en tot 1965 het van bussel systeem op hebben gezeten.
De molen wordt gevangen (geremd) met een Vlaamse vang met behulp van een wipstok. Het kruiwerk voor het op de wind zetten van het gevlucht is een Engels kruiwerk dat wordt bediend met een kruirad welke in 2017 is vervangen door een kruibok. De lange spruit is gemaakt van een ijzeren roe. Ook elders komen als bintbalken ijzeren roeden voor.
Het opluien (ophijsen) is een sleepluiwerk aanwezig. In de molen zit voor het transporteren van het graan een jakobsladder.
De molen heeft één maalkoppel met kunststenen. Tot 1975 werd beroepsmatig gemalen, daarna had de molen nog een mechanische mengerij en mengapparatuur en werd de molen verder gebruikt als opslagruimte.
De molen is maalvaardig en er wordt gemalen op vrijwillige basis.
Openingstijden zijn op zaterdag van 10.30 uur tot 16.00 uur en op afspraak.

## Overbrengingen
- De overbrengingsverhouding is 1 : 5,6.
- Het bovenwiel heeft 59 kammen en het bovenrondsel heeft 30 staven. De koningsspil draait hierdoor 1,97 keer sneller dan de bovenas. De steek, de afstand tussen de staven, is 13,5 cm.
- Het spoorwiel heeft 86 kammen en het steenrondsel 30 staven. Het steenrondsel draait hierdoor 2,87 keer sneller dan de koningsspil en 5,6 keer sneller dan de bovenas. De steek is 10 cm.

## Fotogalerij

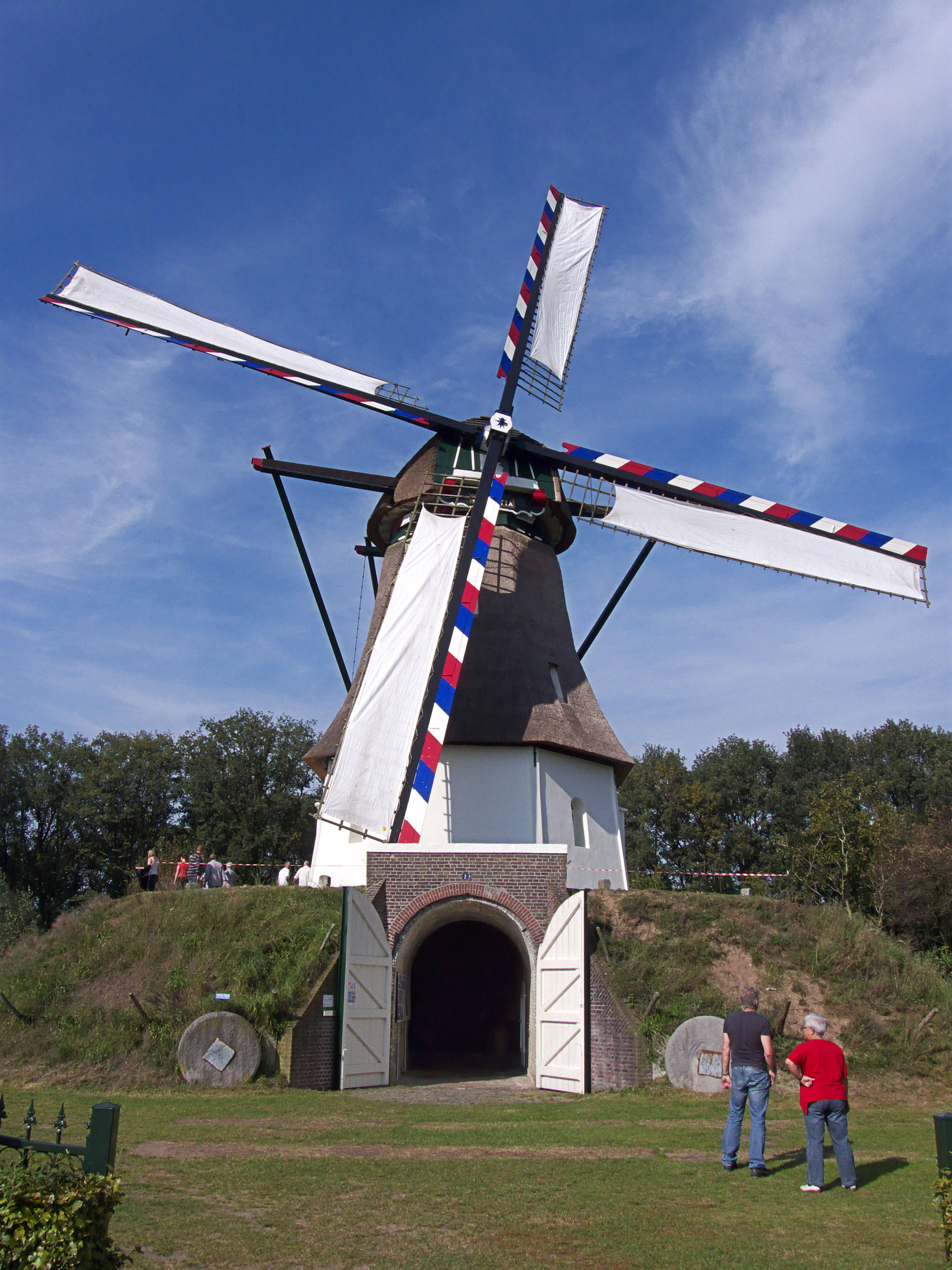
September 2011
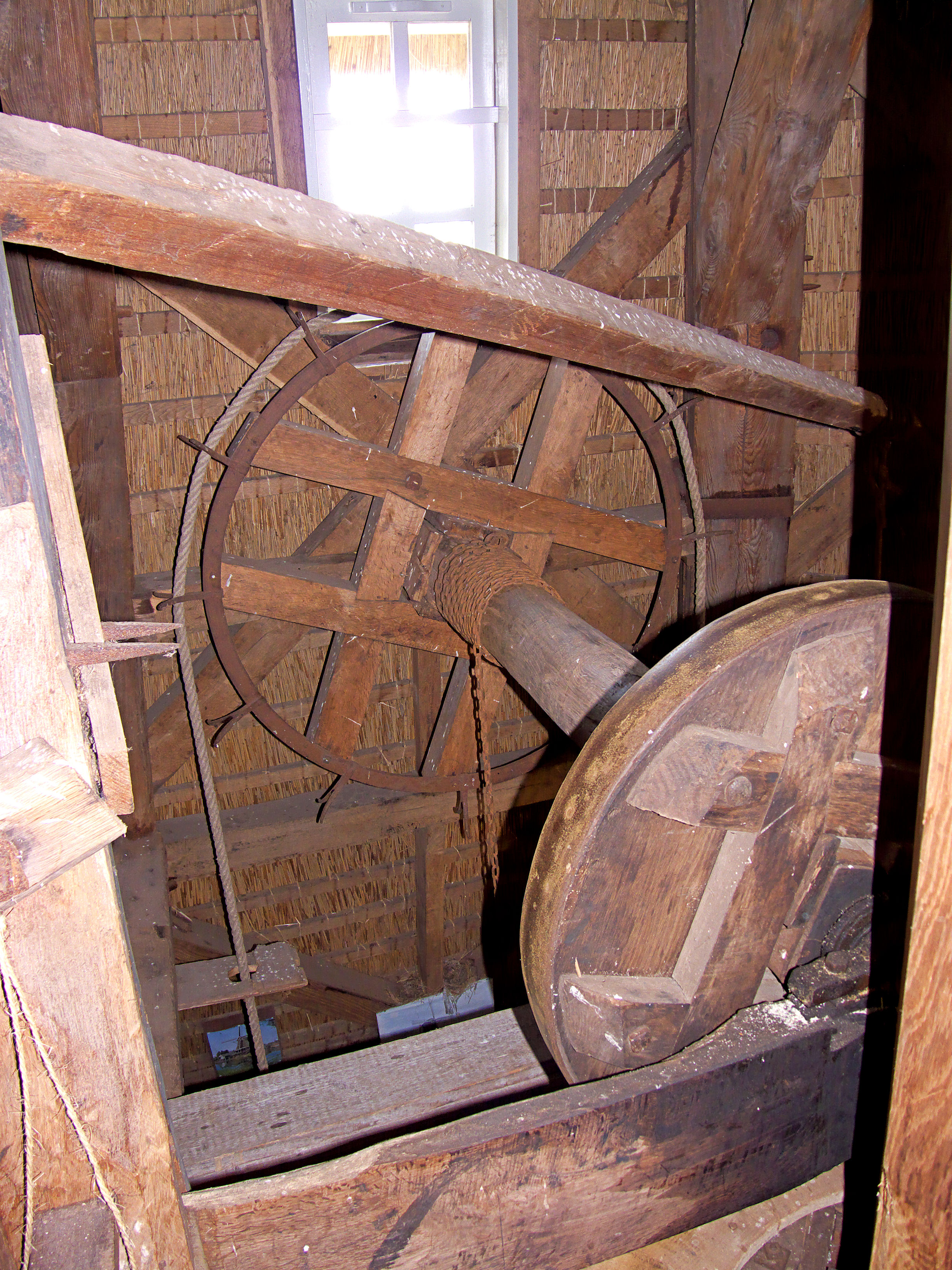
Luiwerk
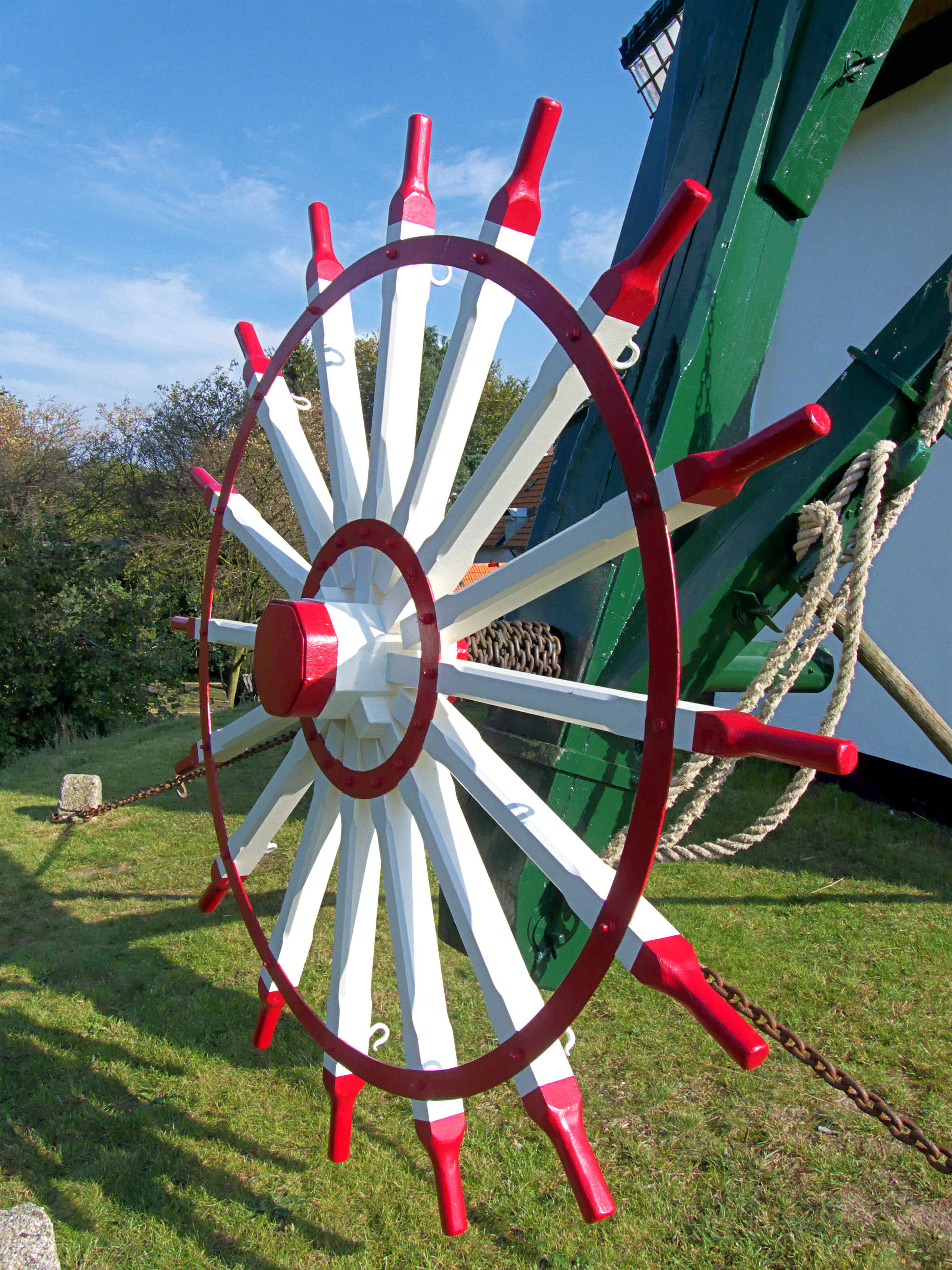
Kruirad
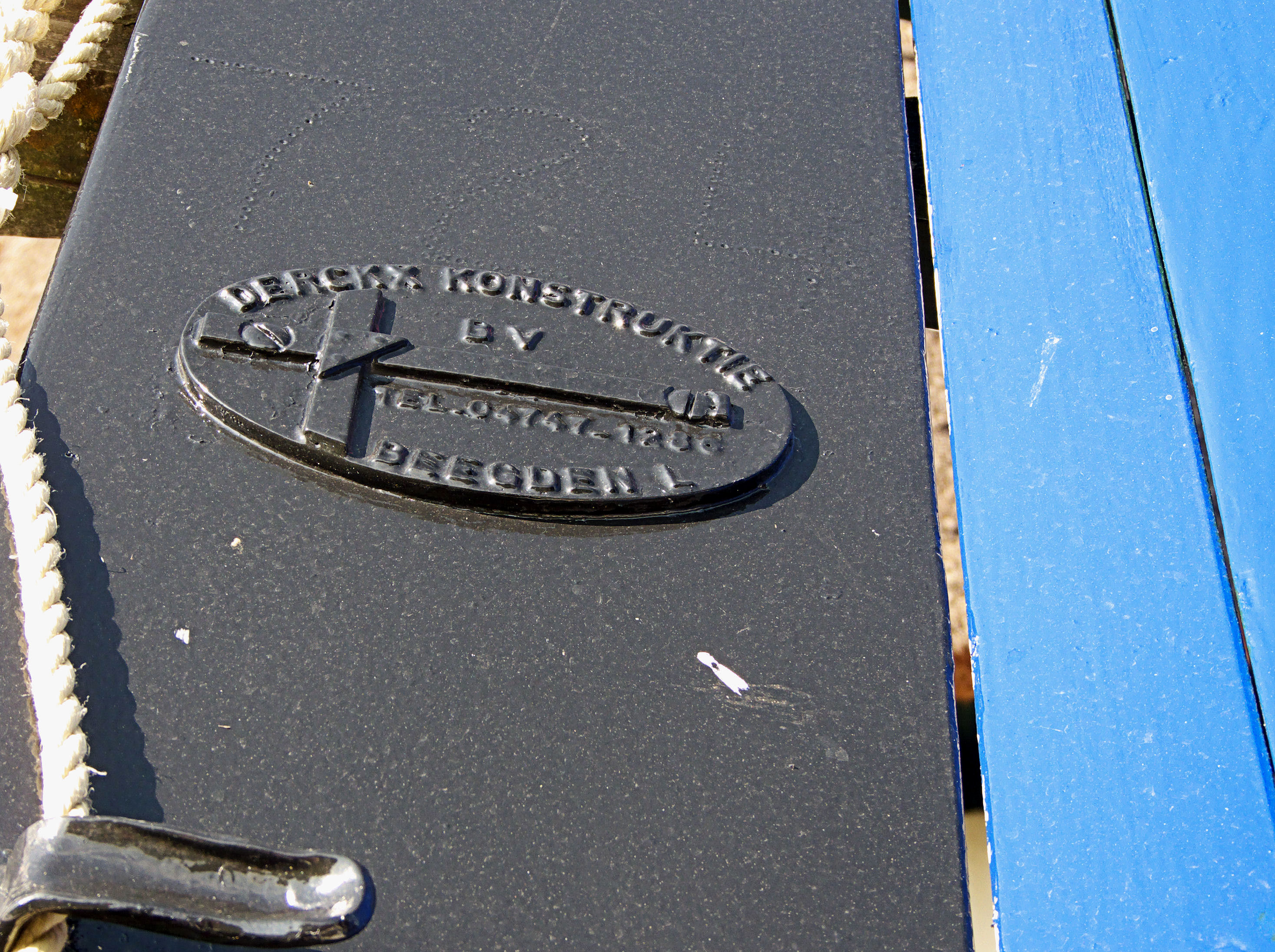
Roeplaatje en roenummer 724
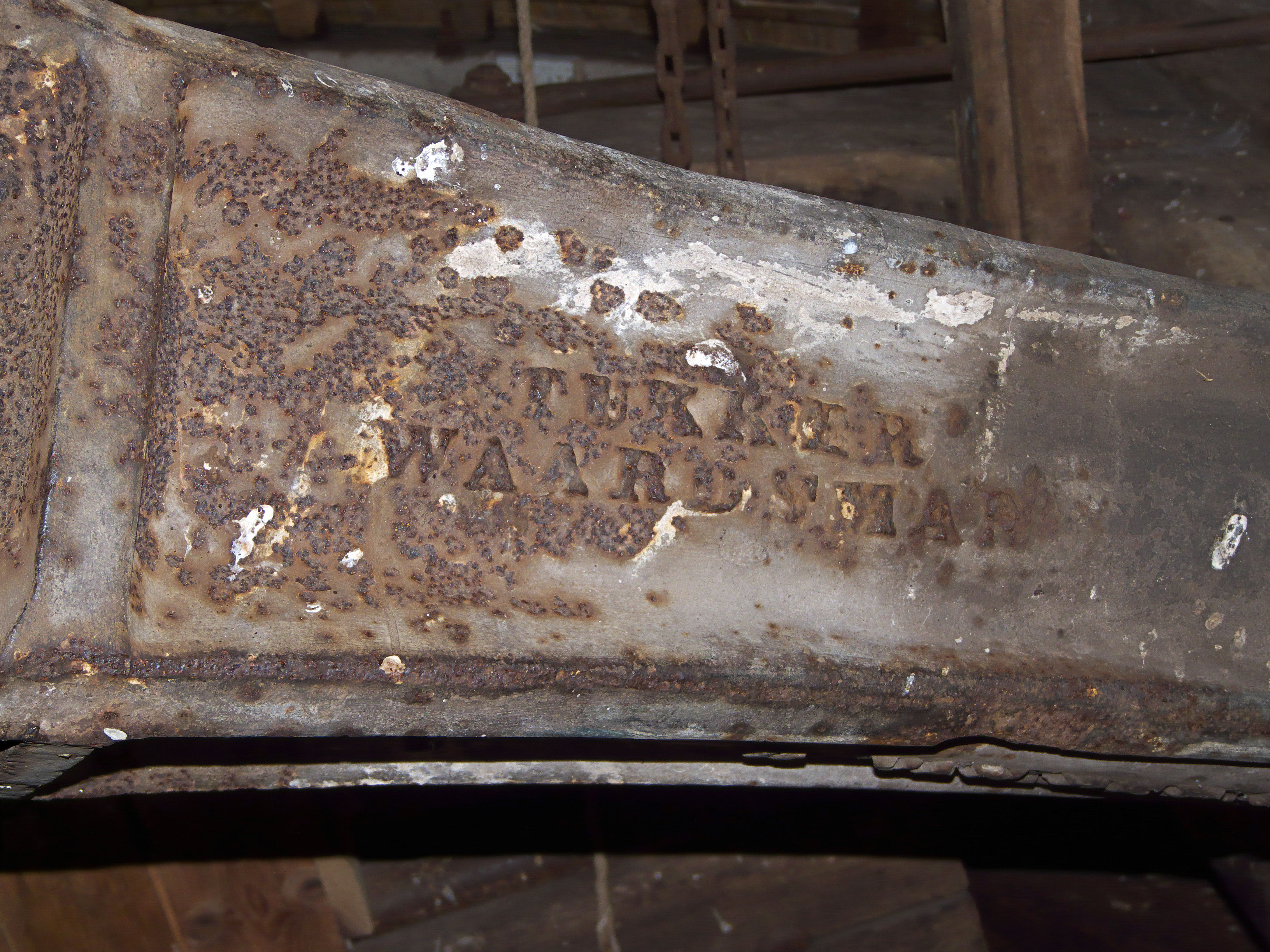
Naam poldermeester P. Tukker
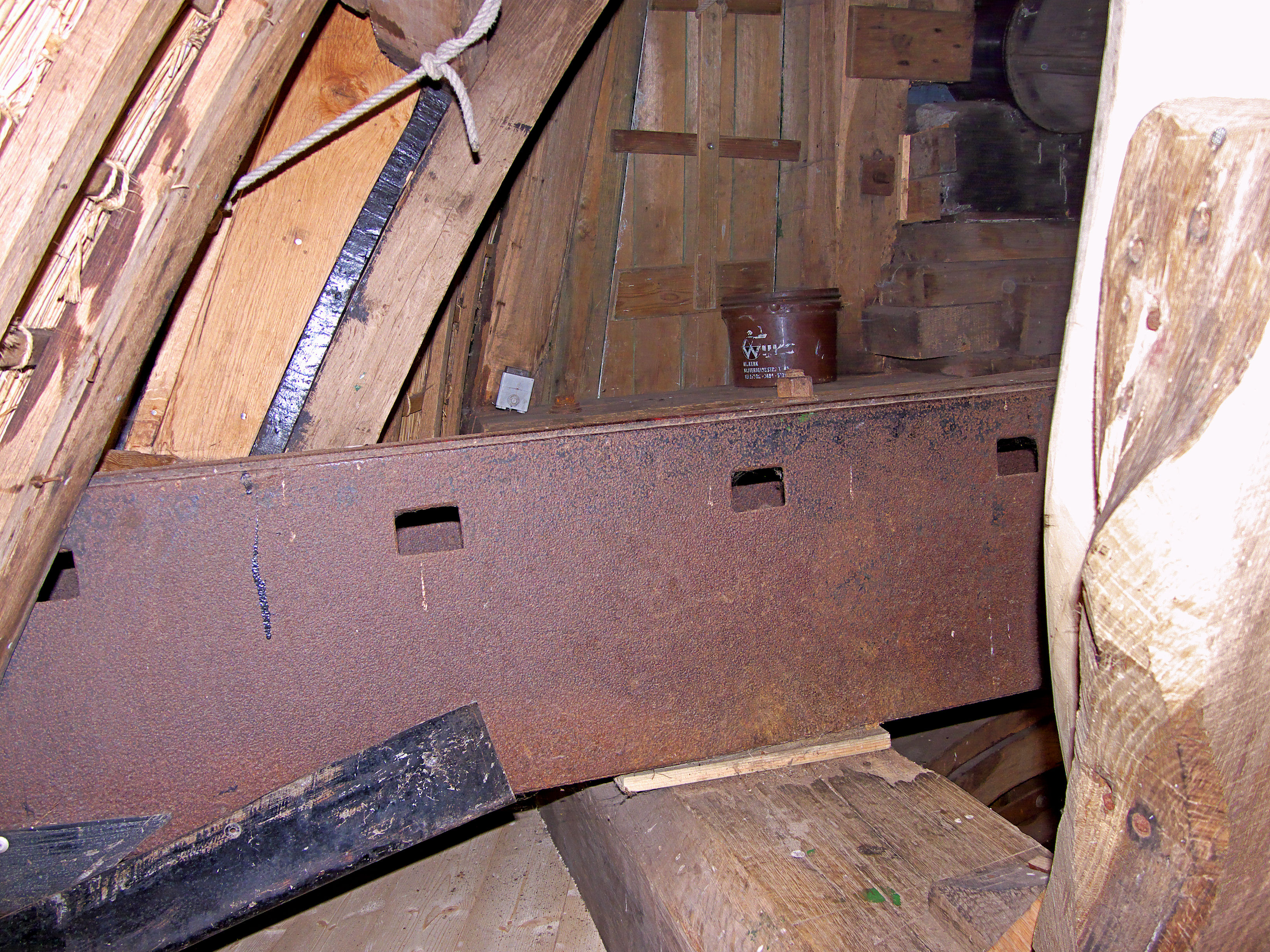
Lange spruit